# Turbinaria bifrons
Turbinaria bifrons är en korallart som beskrevs av Bruggemann 1877. Turbinaria bifrons ingår i släktet Turbinaria och familjen Dendrophylliidae. IUCN kategoriserar arten globalt som sårbar. Inga underarter finns listade i Catalogue of Life.